# Sonatensatzform
Sonatensatzform (auch: Sonatenhauptsatzform, Sonatenform) bezeichnet in der musikalischen Formenlehre ein Modell bzw. Gestaltungsprinzip, mit dem in der Regel die Form des ersten Satzes (= Kopfsatz oder „Hauptsatz“) von Sonaten, Sinfonien, Solokonzerten, Ouvertüren und kammermusikalischen Gattungen der Klassik und Romantik beschrieben wird. Oft weist auch der letzte Satz (= Finale) die Sonatensatzform auf, während sie bei Mittelsätzen weitaus seltener anzutreffen ist. Daneben kann sich die Bezeichnung „Sonatenform“ auch auf den Satzzyklus einer Sonate beziehen.

## Aufbau

### Vorbemerkung
Die Beschreibung der Sonatensatzform birgt eine gewisse Problematik, da diese von der Formenlehre des 19. Jahrhunderts retrospektiv auf die Werke der Wiener Klassik entwickelt wurde. Die kompositorische Praxis weicht hingegen auf vielfältigste Weise davon ab – so steht hinter Sonatensätzen von Haydn oder Mozart ein komplett anderes Denken als hinter jenen von Schubert. Trotzdem steht das üblicherweise als dreiteilig beschriebene Modell der Sonatensatzform keineswegs im Widerspruch zur musikalischen Wirklichkeit zahlreicher Sätze des späten 18. und des 19. Jahrhunderts.
Als Ausgangspunkt der Sonatensatzform gilt die barocke Suitensatzform mit ihrer formalen Zweiteiligkeit und der simplen Tonartendisposition: Ein erster Teil moduliert von der Grundtonart in die Dominant- bzw. in die Paralleltonart (bei Moll-Sätzen), der meist längere zweite Teil führt wieder zurück zur Grundtonart. Beide Teile werden obligat wiederholt.
|: T–D :| |: D–T :| (in Dur) bzw. |: t–tP :| |: tP–t :| (in Moll)

### Gesamtform
Ein nach der Sonatensatzform gegliederter Satz besteht üblicherweise aus den folgenden drei Hauptteilen: Exposition, Durchführung und Reprise. Sowohl die Exposition als auch die Durchführung und Reprise werden wiederholt.
|: Exposition :| |: Durchführung | Reprise :|
Im späten 18. Jahrhundert war meist nur noch die Wiederholung der Exposition vorgeschrieben, während nach 1850 oft auf jegliche Wiederholungen verzichtet wurde.
|: Exposition :| Durchführung | Reprise | bzw. | Exposition | Durchführung | Reprise |
Obwohl äußerlich dreiteilig, ist die Sonatenhauptsatzform grundsätzlich dialektisch angelegt und beruht somit auf der Idee einer Zweiheit, nämlich auf der Gegenüberstellung zweier Themenkomplexe (Haupt- und Seitensatz) und ihrer harmonischen Ebenen. Darüber hinaus finden sich gattungsgeschichtlich weitere, optionale Formteile, wodurch die ursprüngliche Dreiteiligkeit gegebenenfalls relativiert wird: eine vorangestellte, langsame Einleitung und/oder eine mehr oder weniger raumgreifende Coda, die den Satz abschließt.

### Formteile
Die nachfolgend angegebene Disposition für die Exposition und Reprise ist keineswegs verbindlich und wird in der kompositorischen Praxis oft auch abgeändert. So begegnet man in Sonatensätzen der Frühromantik gelegentlich einer subdominantischen Reprise, in späteren Werken steht der Seitensatz gelegentlich in terzverwandten Tonarten (Mediantik). Des Weiteren finden sich Sonatensätze, welche entweder monothematisch angelegt sind (z. B. bei Haydn) oder aber drei eigenständige Themen exponieren (z. B. bei Bruckner).

#### Einleitung
Schon vor Beginn der Exposition kann eine kürzere oder längere Einleitung stehen. Meist erscheint sie bei ausgedehnteren Werken, d. h. eher in einer Sinfonie und seltener in einer Klaviersonate. Sie eröffnet den Satz in einem langsamen Tempo, bevor sich die Exposition in einem schnelleren Tempo anschließt. Typisch für Kopfsätze mit Einleitung sind also Tempoangaben wie Adagio molto – Allegro con brio (Beethoven, Sinfonie Nr. 1).

#### Exposition
Die Exposition (= „Ausstellung“) stellt das thematische Material des Satzes vor. Sie gliedert sich typischerweise in Hauptsatz, Überleitung, Seitensatz und Schlussgruppe. Sofern die Wiederholung der Exposition vorgeschrieben ist, sollte diese unbedingt beachtet werden, da die dem Komponisten vorschwebenden Proportionen sonst gestört wären und auch die kontrastierende Funktion der Durchführung nicht entsprechend zur Geltung käme.
N. B. Da der Begriff „erstes Thema“ auf ein vorhandenes „zweites Thema“ schließen lässt, und dies nicht in allen Fällen auftritt (monothematische Sonatensätze), bedient man sich besser der allgemeineren Gegenüberstellung Hauptsatz – Seitensatz.

##### Hauptsatz
Der Hauptsatz steht in der Grundtonart (Tonika-Tonart) des Satzes und taucht mindestens in der Exposition sowie – manchmal leicht verändert – in der Reprise auf, bisweilen aber auch in der Durchführung und/oder Coda. Er enthält das sogenannte erste Thema (= Hauptthema), dem die klassische Formenlehre typischerweise einen eher kraftvollen Charakter attestiert. Oft ist das Hauptthema daher in festgefügter Bauweise gestaltet, z. B. als Periode (8 in 4+4 Takte) oder satzartig (8 in 2+2+4 Takte) usw. In selteneren Fällen kann der Hauptsatz auch noch weitere Themen bzw. themenähnliche Nebengedanken enthalten.

##### Überleitung
Dem Hauptsatz folgt meist eine modulierende Überleitung als Verbindung zum Seitensatz. Sie besteht häufig aus einer motivischen Entwicklung bzw. Fortspinnung des Hauptthemas oder aus eher athematischen, figurativen Floskeln (so v. a. in den Werken der Vor- und frühen Wiener Klassik), wodurch eine klare Abgrenzung von Hauptsatz und Überleitung gar nicht immer eindeutig möglich ist. Inhaltlich kann die Überleitung entweder Material des Hauptsatzes verarbeiten oder neues, eigenständiges Material bringen. Die Vorwegnahme von Seitensatzmaterial bildet eher eine Ausnahme. Die Überleitung kann aber auch entfallen, wobei die Weiterführung des Hauptthemas dann meist auf der Dominante endet.

##### Seitensatz
Der Seitensatz, der oft (wenn auch nicht immer) das sogenannte zweite Thema oder ein weiteres Seitenthema enthält, steht in einer anderen Tonart als der Hauptsatz (Kontrasttonart). Bei Hauptthemen in Dur steht er üblicherweise in der Dominant-Tonart (z. B. C-Dur und G-Dur), bei Moll-Sätzen in der Paralleltonart (z. B. c-Moll und Es-Dur). Ab dem 19. Jahrhundert finden sich vermehrt Seitensätze in terzverwandten Tonarten (z. B. C-Dur und Es- oder E-Dur bzw. A- oder As-Dur). Meist bildet das Seitenthema einen Kontrast zum Hauptthema und hat typischerweise einen lyrischeren Charakter als dieses. Analog zum Hauptsatz wird auch das Seitenthema häufig durch motivische Entwicklung oder Fortspinnung weitergeführt und mündet danach unmerklich in die Schlussgruppe.

##### Schlussgruppe
Den Abschluss der Exposition bildet meist eine Schlussgruppe (auch „Epilog“ genannt). Sie steht in der gleichen Tonart wie der Seitensatz und bekräftigt somit das Ziel der vorausgegangenen Modulation (Kontrasttonart). Die Schlussgruppe kann neues thematisches Material enthalten, motivisch an das erste Thema anknüpfen oder gar eine Synthese aus erstem und zweitem Thema darstellen. Typisch ist jedoch eine gewisse Formelhaftigkeit durch wiederholte kadenzierende Wendungen.

#### Durchführung
In der Durchführung wird üblicherweise das in der Exposition vorgestellte Material verarbeitet. Man spricht hier von motivisch-thematischer Arbeit. Typische Verarbeitungstechniken sind: Sequenzierung, Abspaltungs- und Liquidationsprozesse sowie kontrapunktische Verarbeitungen von Thementeilen oder Motiven. Das Material kann dabei einzelnen Themen entstammen oder es können ganz nebensächliche Elemente verarbeitet werden. Weiter kommt es vor, dass ein neuer musikalischer Gedanke eingeführt und seinerseits durchführungsartig verarbeitet wird (z. B. im Kopfsatz von Beethovens 3. Sinfonie).
Durchführungen können dabei sehr unterschiedlich gestaltet sein. Als typisch gilt eine Gliederung in Einleitung – Kern – Verweilen. In der „Durchführungseinleitung“ wird von der Tonart am Ende der Exposition wegmoduliert, im darauffolgenden „Kern“ ein Modell (oder mehrere) aufgestellt, welches mehrfach sequenziert oder anderweitig verarbeitet wird. Im Falle eines vorliegenden Themenkontrastes kann auch eine dialektische Auseinandersetzung zwischen den beiden Themen stattfinden, wobei es zum charakterlichen Rollentausch und zu konflikthaft dramatischen Steigerungen kommen kann. Es kann aber ebenso vorkommen, dass nur eines der beiden Themen verwendet wird, oder dass die Durchführung ausschließlich mit den Motiven der Überleitung oder Schlussgruppe bestritten wird. Charakteristisch für nahezu alle Durchführungen ist eine verstärkte Modulationstätigkeit, die oft auch in harmonisch weit entfernte Bereiche vordringt und erst gegen Ende der Durchführung zielgerichteter wird. Üblicherweise kommt es letztlich zu einem „Verweilen auf der Dominante“ (manchmal auch einer falschen Tonart), wodurch die Reprise harmonisch vorbereitet wird.
Im Sinne eines Spiels mit den Konventionen kann es gegen Ende der Durchführung auch zu einer sogenannten Scheinreprise (= Wiederaufnahme des Hauptthemas in der „falschen“ oder unvollständig in der „richtigen“ Tonart) kommen.

#### Reprise
Mit der Wiederkehr des Hauptthemas in der Grundtonart setzt die Reprise (= „Wiederaufnahme“) ein. Ihre Gliederung entspricht weitgehend derjenigen der Exposition. Sie kann bisweilen unmerklich eintreten (verschleierte Reprise) oder auf vielfältigste Weise variiert sein. Eher selten kommt es allerdings zur umgekehrten Abfolge einzelner Formteile, z. B. von Haupt- und Seitenthema. Die tonale Spannung zwischen Haupt- und Seitensatz ist meist aufgehoben, da nun aufgrund seiner harmonischen Einrichtung auch das Seitenthema in der Grundtonart erscheint (in Moll-Sätzen entweder in der Grund- oder in der Varianttonart). Die häufigsten Änderungen befinden sich in der Überleitung, da sie ihre harmonische Überleitungsfunktion jetzt eingebüßt hat und stattdessen oft gewisse Ausweitungen bringt.[2]

#### Coda
Am Ende der Reprise wird häufig noch eine Coda (ital. Endstück) angehängt, deren Ausmaße von einem kurzen Anhängsel bis zu einer raumgreifenden Erweiterung der Schlussgruppe hat. Die Coda wird vor allem bei Beethoven zu einem sehr wichtigen Abschnitt, der mitunter den Charakter einer zweiten Durchführung („Schlussdurchführung“) annehmen und dabei eine Erweiterung der Sonatensatzform zur Vierteiligkeit bewirken kann (z. B. im Kopfsatz der 9. Sinfonie, wo sie sogar länger ist als die Reprise). Ein Satz kann aber auch ohne eine Coda enden (z. B. in der Klaviersonate Nr. 16 „Sonata facile“ von Mozart).

## Entstehungsgeschichte
Seit der zweiten Hälfte des 16. Jahrhunderts bedeutete Sonata – im Gegensatz zur Canzona (Vokalkomposition) – ein instrumentales „Klangstück“. Der Begriff bezeichnete anfangs weder ein spezifisches Formmodell noch einen bestimmten Kompositionsstil. Die ersten Werke mit dem Titel „Sonata“ stammen von italienischen Komponisten, wie z. B. Giovanni Gabrieli. Gabrielis Sonaten (1597, 1615) hatten Vorbildfunktion durch die formale Anlage und ihren improvisatorischen Stil. Das Formmodell bestand aus mehreren klar beschriebenen Abschnitten in kontrastierendem Tempo und mit kontrastierender Textur (siehe Sonate).
Entsprechend zur Ausbreitung der zyklischen Dreisätzigkeit in der Opernsinfonie auf die meisten anderen musikalischen Gattungen bildete sich in der Grundanlage des Sinfoniesatzes, vor allem des Kopfsatzes, eine Architektur aus, die modellhaft Geltung erlangte und auf sämtliche Gattungen der Musik übergriff, auch auf die des Konzertsatzes. In der Zeit bis zum Ende des 18. bzw. Anfang des 19. Jahrhunderts wurde der sich aus den Tanzsätzen der Suite entwickelnde Grundriss eines Sinfoniesatzes als zweiteilig (jedoch teilweise mit untergeordneter Dreigliederung) und nicht als dreiteilig angesehen. An dieser zweiteiligen Auffassung der Grundanlage des Kopfsatzes wurde noch bis Anfang des 19. Jahrhunderts festgehalten, wie sich z. B. in der Rezension von Ernst Theodor Amadeus Hoffmann über Beethovens Sinfonie Nr. 5 aus dem Jahr 1810 zeigt. Erst mit dem heute üblichen Konzept der Sonatensatzform geriet die übergeordnete Zweiteiligkeit schrittweise in Vergessenheit.
Einfluss auf die Strukturierung der späteren Sonatensatzform nahm auch die dreiteilige Da-Capo-Arie mit einem kontrastreichen Mittelteil und einer Reprise in der Grundtonart. Für die Anlage der Sätze waren harmonische Verläufe wesentlicher als die thematisch-motivische Arbeit, die von der Sonatensatzform betont wird. Um die Mitte des 18. Jahrhunderts herrscht unabhängig von der konkreten Form wie etwa Ritornell-Prinzip oder rudimentärer Sonatenhauptsatz ein Konzept vor, in dem der Tonartenverlauf rückläufig organisiert ist: Tonika – Dominante – x – Tonika (in moll statt der Dominante die Tonikaparallele), die thematisch-motivische Entwicklung aber ein Wiederholungsschema ausbildet. Am Ende des Jahrhunderts besteht die Anlage eines Sinfoniesatzes nach Heinrich Christoph Koch in „Versuch einer Anleitung zur Composition“ (drei Bände, erschienen 1782 bis 1793) aus folgenden Abschnitten:
- I. Teil (wiederholt oder unwiederholt):
  - Erster Hauptperiode,[3] ggf. mit Anhang: Abschnitt in der Grundtonart und Übergang in die Dominante bzw. in Moll-Sätzen in die Dur-Parallele; Abschnitt in der Dominante, oft mit einem „mehr singbaren, und gemeiniglich mit verminderter Stärke des Tons vorzutragenden Satz“ verbunden, und Kadenzschluss in der Dominante.
- II. Teil (wiederholt oder unwiederholt):
  - Zweiter Hauptperiode: Beginn in der Oberquint-Tonart meist mit dem „Thema“ oder einem „anderen melodischen Haupttheile“; harmonische Abweichungen, Wiederholungen bzw. „Zergliederungen“ melodischer Wendungen. Abschluss in der Dominante oder Rückleitung zur Grundtonart (Tonika).
  - Dritter Hauptperiode: Beginn in der Grundtonart mit dem „Thema“ oder mit einem „andern melodischen Haupttheile“, Wiederaufnahme der „vorzüglichsten Sätze“ der ersten Hauptperiode in zusammengedrängter Form und in der Grundtonart verbleibend.

Die Interpretation dieser Grundanlage aus der Sicht der zunehmend bedeutender werdenden thematisch-motivischen Vorgänge führte schließlich in der Musiktheorie des 19. Jahrhunderts zum oben beschriebenen Schema der Sonatensatzform, welches teilweise auch rückwirkend (also ahistorisch) auf die vorher komponierte Musik der Wiener Klassik angewendet wurde. Der Begriff „Sonatenform“ als ideales, von Gattungskriterien (Sinfonie, Streichquartett etc.) abstrahiertes Modell erscheint in ausführlicher Beschreibung erstmals in der Kompositionslehre von Adolf Bernhard Marx (Die Lehre von der musikalischen Komposition, Leipzig 1837–1847). Heinrich Birnbach, von dem Marx die Definition des Sonatensatzes im Wesentlichen übernahm, hatte noch den Begriff „Hauptform eines größeren Tonstücks“ verwendet. Marx’ Kompositionslehre etablierte die Begriffe „Exposition“, „Hauptsatz“, „Modulationsteil“, „Seitensatz“ und „Schlussgruppe“. Das wie oben beschriebene „vollständige“ Schema der Sonatensatzform mit den heute üblichen Begriffen taucht erstmals 1904 in Alfred Richters Lehre von der musikalischen Form auf und wurde schließlich 1911 in der Formenlehre Hugo Leichtentritts kodifiziert.
Das „Standardmodell“ der Sonatensatzform, wie es üblicherweise analytisch gebraucht wird, war von Marx als Beschreibungsform der Sinfonien Beethovens entworfen worden und ist deshalb kaum oder nur eingeschränkt für entsprechende Werke der zweiten Hälfte des 18. Jahrhunderts geeignet. Eine starre Anwendung dieses Schemas als Maßstab auf viele Werke des 18., aber auch des 19. Jahrhunderts kann dann falsche Vorstellungen wecken, wenn Themen in ihrer Anzahl als zu viel, zu wenig oder an „unpassender“ Stelle erscheinen, wenn Durchführungs- und Reprisenabschnitte nicht konkret trennbar sind oder harmonische Verläufe auffällig anders als „vorgeschrieben“ erscheinen. Der normative Anspruch, den diese Formenlehre suggeriert, führt insbesondere bei Anwendung auf Werke der (Früh-)Klassik dazu, dass die Stücke als „unfertige“ Vorläufer eines anzustrebenden Ideals abgewertet werden.
Die romantische Musik des 19. Jahrhunderts (z. B. Carl Maria von Weber, Franz Schubert, Felix Mendelssohn Bartholdy, Frédéric Chopin, Robert Schumann, Franz Liszt, Anton Bruckner, Johannes Brahms) entwickelte die Sonatensatzform weiter, wobei neben einer Erweiterung der Form im Sinne absoluter Musik auch eine Strömung aufkam, welche die Sonatensatzform nur noch als äußeren Rahmen für den Transport poetischer oder programmatischer Inhalte nutzte (Beispiele: Symphonie fantastique, Faustsinfonie). Trotzdem forderte die Sonatensatzform im Spannungsfeld zwischen absoluter Musik und Tondichtung bis weit ins 20. Jahrhundert hinein die Komponisten immer wieder heraus, sich mit ihr auseinanderzusetzen, wovon zahlreiche Beispiele bei Debussy, Ravel, Prokofjew, Hindemith, Britten u. v. a. Zeugnis ablegen.